# Oneida Community Mansion House

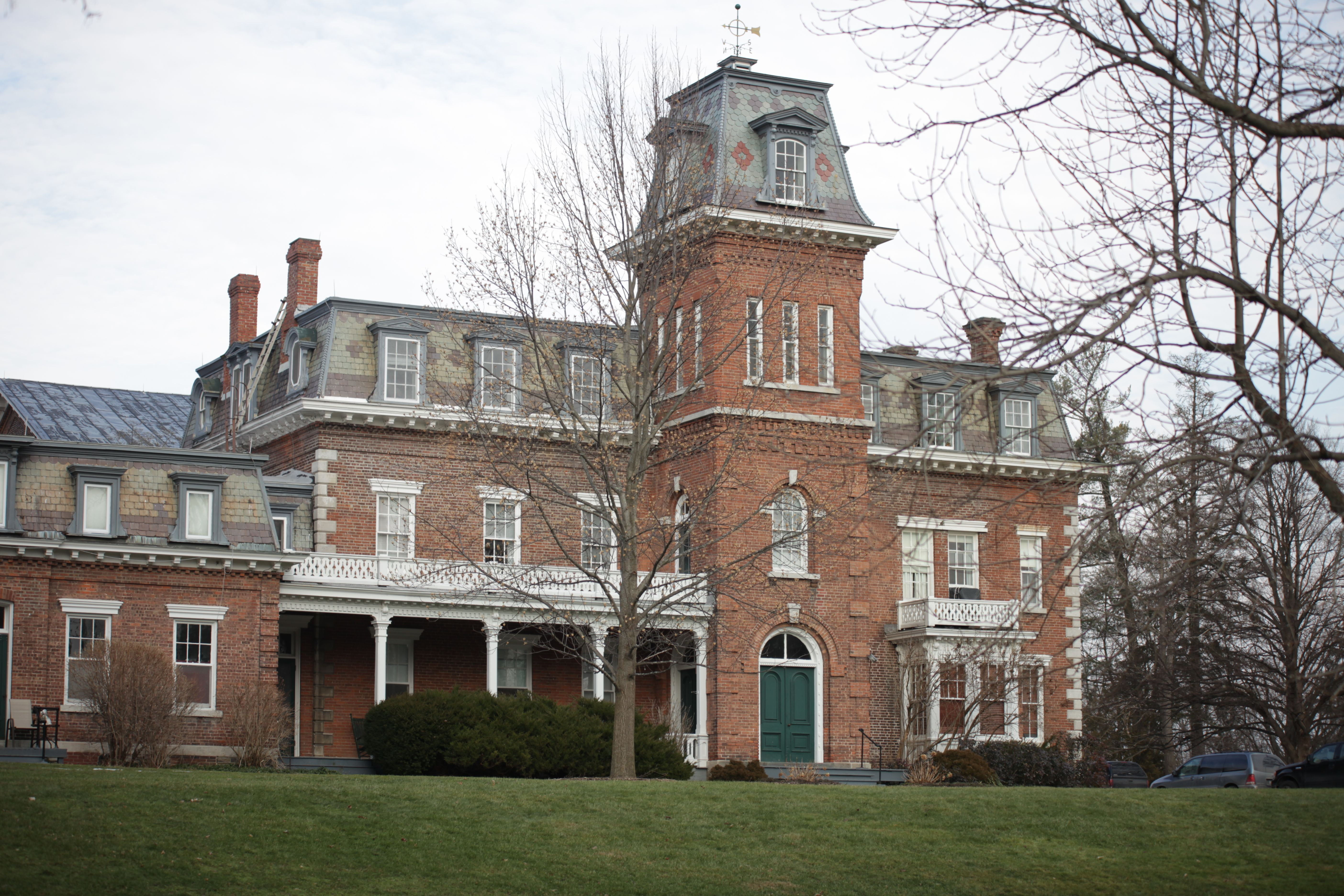
Oneida Community Mansion House (2012)

Das Oneida Community Mansion House ist ein noch bestehendes Gebäude der nicht mehr existierenden Oneida Community, das heute als Museum dient. Das Gebäude wurde am 23. Juni 1965 zur National Historic Landmark erklärt. Im Oktober 1966 wurde es in das National Register of Historic Places eingetragen. Das U-förmige Gebäude befindet sich an der Kreuzung von Kenwood Avenue und Skinner Road in Oneida im Madison County, New York.

## Belege
1. ↑  Listing of National Historic Landmarks by State: New York. National Park Service, abgerufen am 31. Januar 2020.
2. ↑  Oneida Community Mansion House im National Register Information System. National Park Service, abgerufen am 31. Januar 2020.